# Tsu

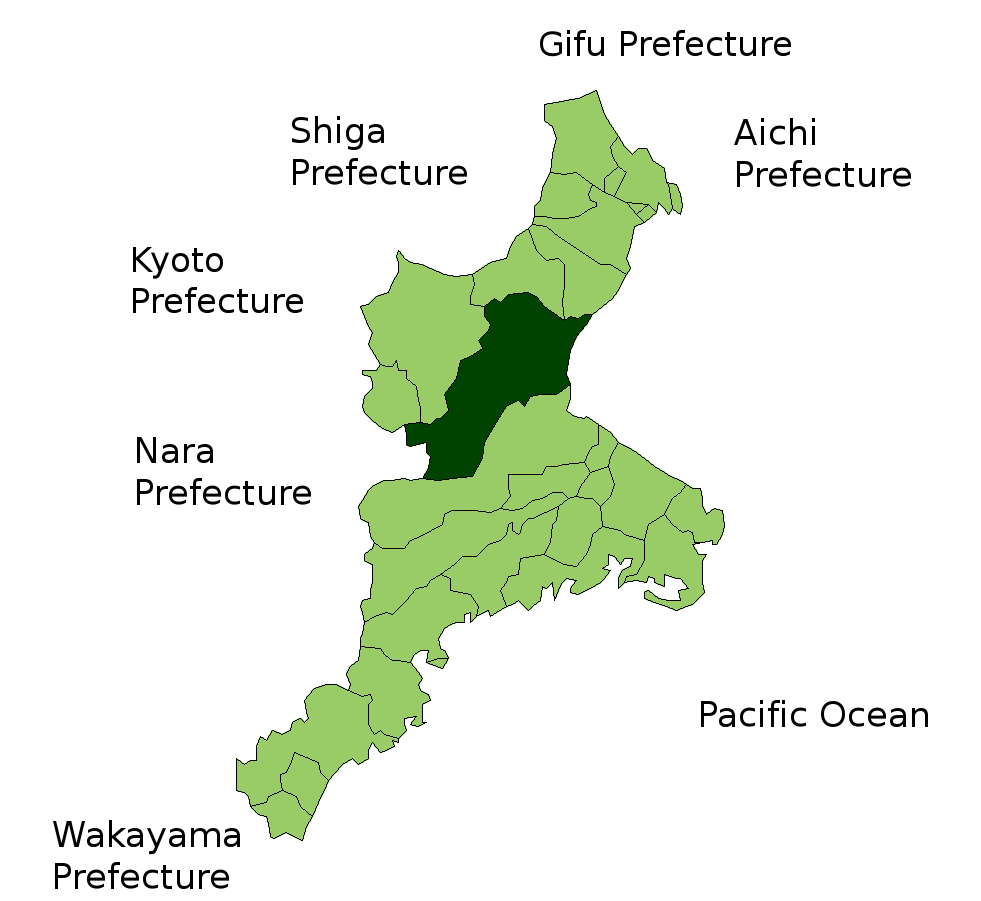
Tsu dans la préfecture de Mie.

Pour les articles homonymes, voir Tsu (homonymie).
Tsu (津市, Tsu-shi) est la capitale de la préfecture de Mie au Japon. La ville possède une façade maritime en baie d'Ise.

## Géographie

### Situation
La ville de Tsu est située sur l'île de Honshū, à environ 313 km, à vol d'oiseau, au sud-ouest de Tokyo, et 92 km à l'est d'Osaka. Dans le nord de la préfecture de Mie, elle s'étend sur 711,19 km2 et possède une façade maritime en baie d'Ise,.

### Démographie
En 2015, lors du recensement national, la population de la ville de Tsu a été estimée à 279 886 habitants répartis sur une superficie totale de 711,19 km2.

## Histoire
Des documents historiques datant du XIe siècle attestent qu'un port était connu sous le nom d'Anotsu, dans la province d'Ise. Dans le Wubei Zhi, un traité militaire écrit par Mao Yuanyi en 1621,, Anotsu est recensé comme l'un des trois ports japonais les plus importants pour les échanges commerciaux entre la Chine et le Japon, avec Bōnotsu de la province de Satsuma et Hakatatsu de Chikuzen. Durant l'époque de Muromachi (1333-1573), l'endroit était une étape sur le chemin de pèlerinage vers le sanctuaire d'Ise, emprunté notamment par les shoguns Ashikaga Yoshimochi et Ashikaga Yoshinori. À cette époque, le port comprenait entre 4 000 et 5 000 habitations,. En 1498, les dommages causés aux installations portuaires par le séisme de Meiō mirent fin aux activités économiques du port. En 1568, le daimyō Oda Nobunaga, prenant possession de la région, installa un membre de sa famille au château d'Anotsu, qui a alors été reconstruit et s'est développé, devenant une jōkamachi,,. Pendant l'époque d'Edo, le château resta la propriété du clan Tōdō (en), dans le domaine de Tsu. L'abolition du système han en 1871 par le gouvernement de Meiji entraîna la destruction de la forteresse féodale. Le site a été par la suite transformé en un parc dans lequel un yagura a été érigé en 1958.
En 1889, Tsu est devenue la première ville de la préfecture de Mie,. Elle s'est agrandie en absorbant, en 1909, les villages de Tōse et Tatebe, en 1934, le bourg de Shin, en 1936, le village de Fujimizu, en 1939, celui de Takachaya, quatre ans plus tard, ceux de Kanbe, Antō et Kushigata, en 1952, celui de Kumozu, en 1954, les deux bourgs d'Ishinden et Shiratsuka et les deux villages de Kurima et Katada et, en 1973, le village de Toyosato,. L'année 2006, le territoire de la ville de Tsu s'est encore élargi à la suite de la fusion avec la ville voisine de Hisai, les six bourgs de Kawage, Geinō, Anō, Karasu, Ichishi et Hakusan, et les deux villages de Misato et Misugi,,.

## Économie
Durant l'ère Meiji (1868 - 1912), la ville de Tsu s'est industrialisée, grâce notamment au développement de l'industrie textile. Après la Seconde Guerre mondiale, la mécanisation a provoqué la disparition de l'artisanat textile ; les industries navale et électrique ont alors pris le relais, suivies du commerce de détail,.

## Culture locale et patrimoine

### Patrimoine culturel
La ville de Tsu héberge le sanctuaire shinto Kitabatake, où est vénéré le kami de Kitabatake Akiyoshi, personnalité militaire de l'époque de Kamakura (1185 – 1333), ainsi que ceux d'autres membres du clan Kitabatake. Dans le quartier Ichishi, le temple bouddhique Senju abrite des biens culturels importants nationaux, comme deux de ses entrées datant de l'époque d'Edo, appelées karamon et taikomon, et classées en 2013,.

### Musées
- Le Mie Prefectural Art Museum (三重県立美術館, Mie kenritsu bijutsukan?) est un musée ouvert en 1982 et dont la collection a un accent particulier sur la peinture yō-ga[9].

### Symboles municipaux
En 2018, l'arbre symbole de la municipalité de Tsu est le zelkova du Japon, sa fleur symbole est la fleur de l'azalée et son oiseau symbole la bouscarle chanteuse.

## Transports
Tsu est desservie par les lignes ferroviaires des compagnies JR Central, Kintetsu et Ise Railway. La gare de Tsu est la principale gare de la ville.

## Jumelages
Tsu est jumelée avec deux villes étrangères et trois municipalités japonaises :
- Osasco (Brésil) depuis 1976 ;
- Zhenjiang (Chine) depuis 1984 ;
- Higashishirakawa (Japon) depuis 1989 ;
- Shūnan (Japon) depuis 1990 ;
- Kamifurano (Japon) depuis 1997.